# Alex Barima
Alex Barima (* 28. Mai 1991 in Montreal, Québec) ist ein kanadischer Schauspieler und Synchronsprecher.

## Leben
Barima wurde am 28. Mai 1991 in Montreal geboren. Seine Eltern stammten von der Elfenbeinküste und immigrierten nach Kanada. Während seiner Zeit am College, organisierte er ein Improvisationstheater. Er erwarb einen postsekundären Theaterabschluss. Danach zog er nach  Vancouver, wo er an der Vancouver Academy of Dramatic Arts studierte.
2012 debütierte er als Filmschauspieler in Grave Encounters 2. In den nächsten Jahren folgten kleinere Besetzungen in Filmproduktionen und Episodenrollen in Fernsehserien. 2017 stellte er in insgesamt zehn Episoden der Fernsehserie The Exorcist die Rolle des Shelby dar. 2019 war er in fünf Episoden der Fernsehserie The Man in the High Castle als Oscar Watson zu sehen. Von 2019 bis 2020 wirkte er in 12 Episoden der Fernsehserie Riverdale als Jonathan mit. Seit 2021 ist er in der Fernsehserie Resident Alien als David Logan zu sehen. Von 2022 bis 2023 lieh er dem Charakter Daniel Spellbound in der gleichnamigen Animationsserie seine Stimme. 2023 war er außerdem in der Animationsserie CoComelon: Unser Viertel zu hören. Von 2023 bis 2024 sprach er den Charakter Zeph in der Zeichentrickserie Galapagos X.

## Filmografie (Auswahl)
- 2012: Grave Encounters 2
- 2013: Once Upon a Time – Es war einmal … (Once Upon a Time, Fernsehserie, 2 Episoden, verschiedene Rollen)
- 2013: Rogue Files: Reparation (Miniserie, 2 Episoden)
- 2013: If I Had Wings
- 2014: Almost Human (Fernsehserie, Episode 1x13)
- 2014: Continuum (Fernsehserie, Episode 3x07)
- 2014: The Flash (Fernsehserie, Episode 1x07)
- 2015: Badge of Honor
- 2015: Truth & Lies (Fernsehfilm)
- 2015: A World Beyond
- 2015: The Returned (Fernsehserie, 3 Episoden)
- 2016: iZombie (Fernsehserie, Episode 2x17)
- 2016: Tips (Fernsehserie, Episode 1x01)
- 2016: Legends of Tomorrow (DC’s Legends of Tomorrow, Fernsehserie, Episode 2x04)
- 2016: Travelers – Die Reisenden (Travelers, Fernsehserie, Episode 1x07)
- 2017: Public Schooled
- 2017: Cypher (Kurzfilm)
- 2017: Supernatural (Fernsehserie, 3 Episoden)
- 2017: The Exorcist (Fernsehserie, 10 Episoden)
- 2018: Day 34 (Kurzfilm)
- 2018: Rachel (Fernsehserie, 2 Episoden)
- 2019: Project Blue Book (Fernsehserie, Episode 1x08)
- 2019: The Man in the High Castle (Fernsehserie, 5 Episoden)
- 2019: Parabola (Kurzfilm)
- 2019–2020: Riverdale (Fernsehserie, 12 Episoden)
- 2020: Roux the Day: A Gourmet Detective Mystery (Fernsehfilm)
- 2020: Sniper: Assassin’s End
- 2020: The 100 (Fernsehserie, 3 Episoden)
- 2021: Andie the Great
- 2021: Hannah Swensen Mysteries (Sweet Revenge: A Hannah Swensen Mystery, Fernsehfilm)
- 2021: Schmigadoon! (Fernsehserie, 2 Episoden)
- 2021: Rise and Grind (Kurzfilm)
- 2021–2025: Resident Alien (Fernsehserie, 18 Episoden)
- 2022: Les moments parfaits (Fernsehserie, Episode 1x13)
- 2022: Mixed Baggage (Fernsehfilm)
- 2023: Most Dangerous Game (Fernsehserie, 2 Episoden)
- 2023: Wedding Season (Fernsehfilm)
- 2023: Psi Cops (Fernsehserie, Episode 1x05)
- 2023: Mum’s the Word (Kurzfilm)

## Synchronisationen (Auswahl)
- 2016: Barbie und ihre Schwestern in Die große Hundesuche (Barbie & Her Sisters in a Puppy Chase, Animationsfilm)
- 2018: Littlest Pet Shop: A World of Our Own (Zeichentrickserie, 2 Episoden)
- 2018: Zoids Wild (Zeichentrickserie, 3 Episoden)
- 2018–2020: The Hollow (Zeichentrickserie, 11 Episoden)
- 2020: Lego Jurassic World: Nedry’s Tour (Animationsfilm)
- 2020: Hyper Scape (Computerspiel)
- 2020: Lego Jurassic World: Die Legende der Insel Nublar (Lego Jurassic World: Legend of Isla Nublar, Animationsserie, 11 Episoden)
- 2020: Pretend Worlds Real People (Podcast)
- 2020: 16 Hudson (Zeichentrickserie, Episode 2x21)
- 2020: Lego Marvel Avengers: Climate Conundrum (Animationsserie, 4 Episoden)
- 2021: LEGO Marvel Avengers: Loki in Training (Animationsfilm)
- 2022–2023: Daniel Spellbound (Animationsserie, 20 Episoden)
- 2023: LEGO Jurassic Park: The Unofficial Retelling (Animationsfilm)
- 2023: CoComelon: Unser Viertel (CoComelon Lane, Animationsserie, 5 Episoden)
- 2023–2024: Galapagos X (Zeichentrickserie, 26 Episoden)
- 2024: Homeworld 3 (Computerspiel)
- 2024: No-No (Kurzfilm)